# Viçosa (kommun i Brasilien, Minas Gerais, lat -20,74, long -42,90)
Viçosa är en kommun i Brasilien.   Den ligger i delstaten Minas Gerais, i den sydöstra delen av landet, 800 km sydost om huvudstaden Brasília. Antalet invånare är 72 244.
Följande samhällen finns i Viçosa:
- Viçosa

Omgivningarna runt Viçosa är huvudsakligen savann. Runt Viçosa är det tätbefolkat, med 286 invånare per kvadratkilometer.